# Tomme Tønner
Tomme Tønner er en norsk gangsterkomedie af Leon Bashir og Sebastian Dalén. Filmen havde premiere i Norge 8. januar 2010.

## Roller
- Leon Bashir – Ali
- Anders Danielsen Lie – Nico
- Jenny Skavlan – Yasmine
- Kim Bodnia – Dansken
- Kristoffer Joner – Finish
- Bjørn Sundquist – Arve
- Yasmine Garbi – Suzie
- Slavko Labovic – Leo
- Stig Frode Henriksen – Tynn-Svein
- Tommy Wirkola – Gjørme-Knut
- Lene Alexandra Øien – Politidame
- Geir Børresen – Smugler
- Farakh Abbas – Bobby